# Resolução 331 do Conselho de Segurança das Nações Unidas
A resolução 331 do Conselho de segurança das Nações Unidas, adotada em 20 de abril de 1973, solicitou ao Secretário-Geral que apresentasse um relatório ao Conselho detalhando os esforços empreendidos pela ONU em relação ao Médio Oriente desde junho de 1967 e decidiu se reunir após a apresentação do relatório para examinar a situação. O Conselho solicitou igualmente ao Secretário-Geral que convidasse o Sr. Gunnar Jarring, o Representante Especial do Secretário-geral, a estar disponível durante a reunião, a fim de prestar assistência no decurso das deliberações.
O Presidente do Conselho afirmou que, na ausência de objeções, a resolução foi adotada por unanimidade.